# Підвербці
Підве́рбці — село в Україні, у Олешанській сільській громаді Івано-Франківського району Івано-Франківської області.

## Історія
Перша згадка в письмових джерелах про Підвербці (Podwirbcze) датується 10 лютого 1438 року.
1469 року шляхтич Підвербецький (пол. Podwirzbiecki) представив два привілеї: один — князя Владислава Опольського на село Підвербці, інший — королівське надання на право вічного посідання села Незвисько з умовою несення військової служби.
У 1770 р. в селі збудована та освячена дерев'яна церква Воскресіння Христового, в якій зберігали метричні книги із записами, починаючи з 1742 р. Місцева греко-католицька парафія входила до Кулаківського деканату (1832—1842), а потім до Жуківського деканату (1843—1885) Львівської архієпархії. У 1885 р. парафія увійшла до складу новоствореної Станиславівської греко-католицької єпархії. У 1832 р. на парафії було 494 вірних, у 1884—712. До Підвербцівської парафії належала дочірня церква Перенесення мощів св. Миколая в с. Ісаків.
Парохами та адміністраторами Підвербців були: о. Микола Морозевич (?-1854), о. Микола Маринович (1854—1871), о. Олександр Бачинський (1871—1872), о. Григорій Третяк (1874), о. Іван Дворянин (1874—1909), о. Михайло Грималюк н. 1889 р., рукоположений 1918 р., настоятель 1938 р.,                      

### Відомі уродженці
- Григорій Ткачук (1918—1989) — двічі Герой Соціалістичної Праці[4]
- Іван Пеник (1955—2018) — художник, поет, портретист та ілюстратор книжок[5].

## Населення

### Мова
Розподіл населення за рідною мовою за даними перепису 2001 року:
| Мова            | Кількість | Відсоток |
| --------------- | --------- | -------- |
| українська      | 752       | 99.60%   |
| білоруська      | 1         | 0.13%    |
| інші/не вказали | 2         | 0.27%    |
| Усього          | 755       | 100%     |